# Smenospongia
Smenospongia é um gênero de esponja marinha da família Thorectidae.

## Espécies
- Smenospongia aurea (Hyatt, 1878)
- Smenospongia aurea (Hyatt, 1877)
- Smenospongia cerebriformis (Duchassaing & Michelotti, 1864)
- Smenospongia conulosa Pulitzer-Finali, 1986
- Smenospongia dysodes (de Laubenfels, 1954)
- Smenospongia maynardii (Hyatt, 1877)
- Smenospongia musicalis (Duchassaing & Michelotti, 1864)
- Smenospongia nuda (Lévi, 1969)